# Ursula Hook
Ursula Hook (* 17. August 1957 in Hanau) ist eine ehemalige deutsche Leichtathletin, die auf den 800-Meter-Lauf spezialisiert war.
Sie gewann bei den Junioreneuropameisterschaften 1975 mit der bundesdeutschen 4-mal-400-Meter-Staffel die Silbermedaille. Am 16. Juli 1977 stellte Hook in Stuttgart in 1:59,40 Minuten ihre persönliche Bestzeit auf der 800-Meter-Distanz auf. Kurz darauf wurde sie in Hamburg Deutsche Meisterin.
1978 fiel sie krankheitsbedingt aus. Am 21. Januar 1979 jedoch blieb Hook in Dortmund als erste Frau in der Halle unter zwei Minuten und stellte in 1:59,9 Minuten einen neuen Weltrekord auf. In der Freiluftsaison wurde sie zum zweiten Mal Deutsche Meisterin und beim Europacup in Turin lief sie auf den siebten Platz. Aufgrund der Doping-Problematik bei der damaligen Konkurrenz beendete sie früh ihre Leistungssportkarriere.
Ursula Hook startete für das LAZ Main-Kinzig Hanau (bis 1976), die LG Marburg-Kirchhain (1977) und OSC Thier Dortmund (ab 1978).